# North Fort Myers
North Fort Myers est une ville du comté de Lee, en Floride, aux États-Unis.

## Démographie
| 1970  | 1980   | 1990   | 2000   | 2010   | - |
| ----- | ------ | ------ | ------ | ------ | - |
| 8 798 | 22 808 | 30 027 | 40 214 | 39 407 | - |